# Taenianotus triacanthus

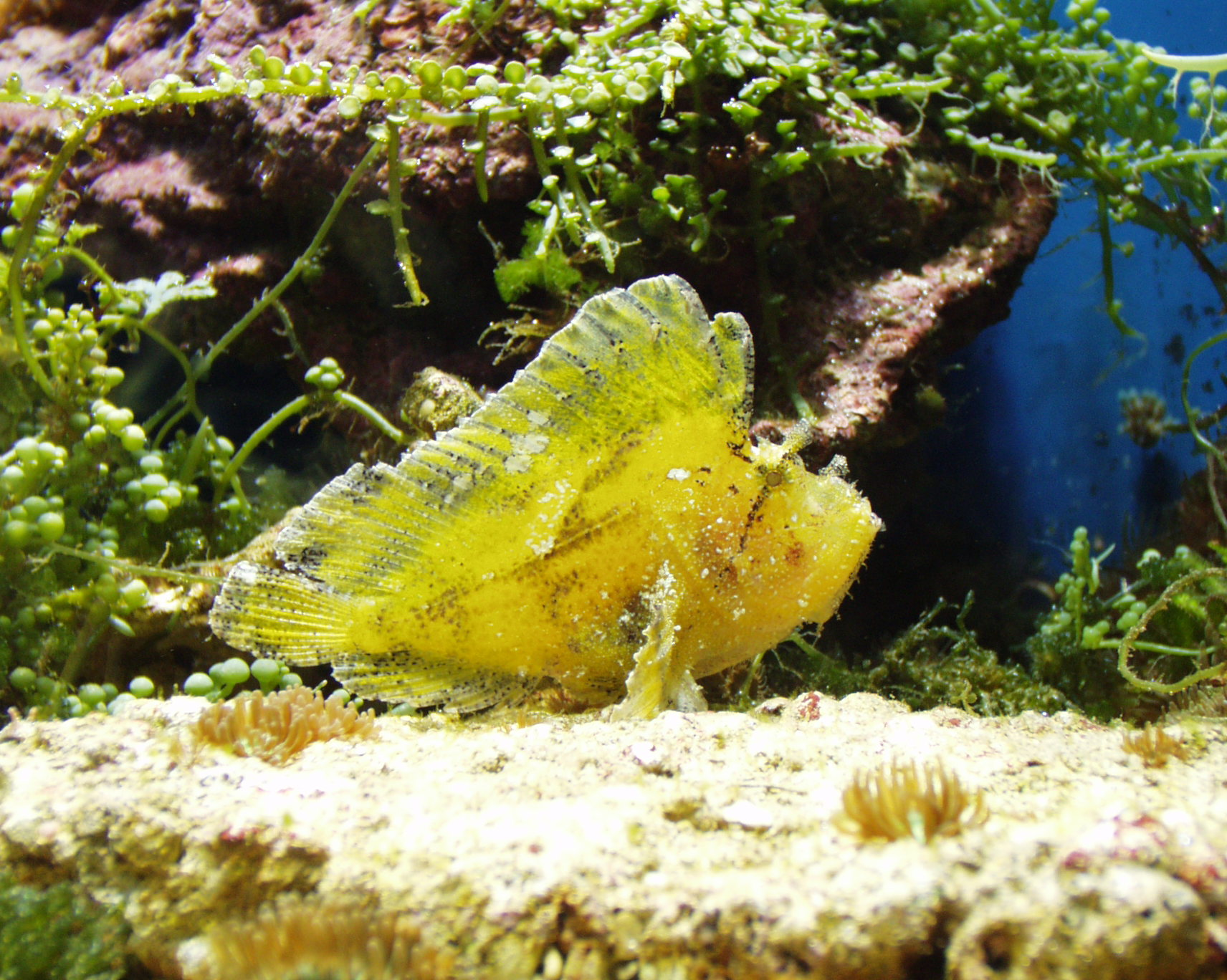
Vista lateral d'un exemplar a l'aquari de l'illa de Fehmarn

Taenianotus triacanthus és una espècie de peix pertanyent a la família dels escorpènids i l'única del gènere Taenianotus.

## Descripció
- Fa 10 cm de llargària màxima.
- És de color vermellós o marró.
- Muda la pell, dues vegades al mes, començant pel cap.
- Té espines verinoses.[2]

## Alimentació
Menja larves i peixos i crustacis petits.

## Hàbitat
És un peix marí, associat als esculls de corall i de clima tropical (30°N-30°S) que viu entre 5-134 m de fondària (normalment, entre 5 i 20).

## Distribució geogràfica
Es troba des de l'Àfrica oriental fins a les illes Galápagos, les illes Ryukyu, les Hawaii, Austràlia i les Tuamotu.

## Costums
És bentònic, solitari i, generalment, roman immòbil entre les algues. Quan es belluga, els seus moviments s'assemblen als d'una fulla morta balancejant-se de banda a banda.

## Observacions
És verinós per als humans.